# Eutartessus brunensis
Eutartessus brunensis är en insektsart som beskrevs av Evans 1981. Eutartessus brunensis ingår i släktet Eutartessus och familjen dvärgstritar. Inga underarter finns listade i Catalogue of Life.